# Perry Lopez
Perry Lopez, geboren als Perfecto Macabata Lopez (Philadelphia (Pennsylvania), 10 februari 1924), is een Amerikaanse jazzgitarist van de swing.

## Biografie
Hij leerde voor het eerst mandoline en was vanaf de jaren 1940 actief als muzikant in Philadelphia. Hij speelde met Freddie Slack, Rocky Coluccio en in New York met Buddy DeFranco, Billy Taylor, Ellis Larkins, Johnny Smith en in 1954 met Pete Rugolo. In 1955 speelde hij in het Benny Goodman Octet. Hij speelde in Broadway-orkesten en in zijn eigen trio. Lopez nam op met onder anderen Johnny Glasel, Leon Merian en Charlie Ventura. Hij werkte in 1960 samen met Al Haig. In de jazzdiscografie van Tom Lord staan tien opnamesessies van 1954 tot 1960.